# 滨海维莱
滨海维莱（法語：Villers-sur-Mer，法語發音：[vilɛʁ syʁ mɛʁ] ⓘ）是法国卡尔瓦多斯省的一个市镇，位于该省东北部，属于利雪区。

## 地理
滨海维莱（49°19'14"N, 0°0'23"W）面积8.99 平方千米，位于法国诺曼底大区卡爾瓦多斯省，该省份为法国西北部沿海省份，北濒大西洋英吉利海峡，东北与滨海塞纳省以海上边界相接，东临厄尔省，南至奧恩省，西与芒什省接壤。
与滨海维莱接壤的市镇（或旧市镇、城区）包括：欧贝维尔、滨海布隆维尔、滨海戈讷维尔、圣皮埃尔阿济夫、欧日地区圣瓦斯特。
滨海维莱的时区为UTC+01:00、UTC+02:00（夏令时）。

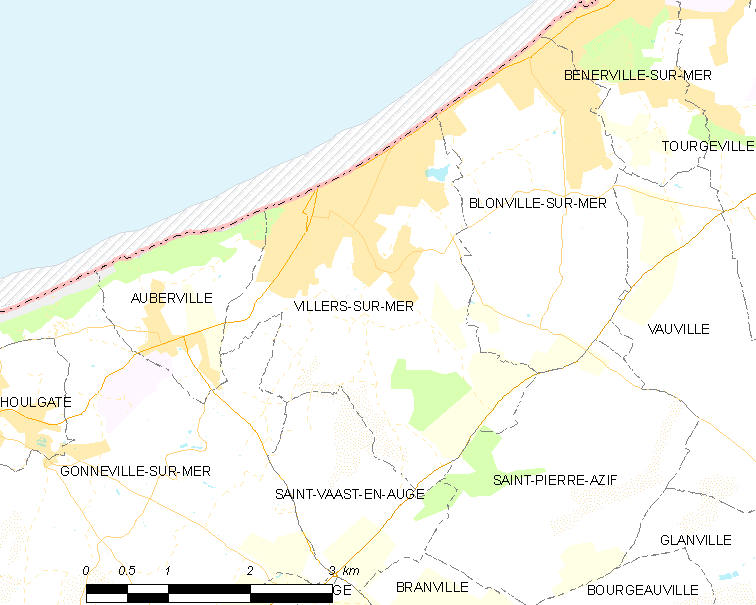
滨海维莱的OSM定位图

## 行政
滨海维莱的邮政编码为14640，INSEE市镇编码为14754。

## 政治
滨海维莱所属的省级选区为蓬莱韦克县。

## 交通
滨海维莱站停靠往返于多维尔和卡堡之间的TER列车。

## 人口

1962-2008年间滨海维莱人口变化图示

滨海维莱于2022年1月1日时的人口数量为2437人。